# PNKA-Baureihe BB301
Die Baureihe BB301 war eine Baureihe dieselhydraulischer Lokomotiven der indonesischen Staatsbahn Perusahaan Negara Kereta Api (PNKA). Diese wurden bei der Lokomotiv- und Waggonbaufabrik Krupp sowie Krauss-Maffei in Deutschland gebaut.

## Hintergrund
Die Geschäftsverbindungen von Krupp mit Indonesien begannen im Jahr 1952. Damals lieferte das Unternehmen 100 Dampflokomotiven in die seit 1949 unabhängige vormalige niederländische Kolonie. Ab 1958 folgten Diesellokomotiven für den Strecken- und Rangierdienst. 1977 stammten mit 301 Maschinen 64 % aller indonesischen Dieselloks aus der Essener Lokomotivschmiede.

## Geschichte und Beschreibung
1964 lieferte Krupp die ersten 10 Diesellokomotiven der Bauart M1500BB an die PNKA aus, die dort als Baureihe BB301 mit den Betriebsnummern BB301 01 bis BB301 10 bezeichnet wurden. Von den 35 im Jahr 1965 nach Indonesien gelieferten Maschinen fertigte Krupp 20 (BB301 11–30), 15 (BB301 31–45) entstanden bei Krauss-Maffei. Fünf weitere M1500BB (BB301 51–55) lieferte wiederum Krupp im Jahr 1970. Letztere unterschieden sich durch andere Motoren und Fenster in den Führerstandstüren. 
Die für eine Spurweite von 1067 mm (Kapspur) konzipierten Lokomotiven hatten die Achsfolge B’B’. Sie waren 2800 mm breit, 3660 mm hoch und über Kupplung 11.770 mm lang. Ihr Leergewicht betrug 48 t, das Dienstgewicht 52 t. Sie wiesen Knorr-Druckluftbremsen und AAR-Mittelpufferkupplungen auf.
Die Dieselmotoren leisteten 1480 PS, wobei die BB301 01–45 zunächst solche des Typs Maybach Mercedes-Benz 836B, die neueren BB301 51–55 Motoren des Typs MTU MD 12V 538 TB10 aufwiesen. Im Jahr 1975 erhielten auch die BB301 01–45 die MTU-Motoren. Die Höchstgeschwindigkeit der Loks betrug 120 km/h.
1964 wurden die BB301 01-10, 1965 die BB301 11–45 in Dienst gestellt. Bis Mitte der 1990er Jahre beförderten die BB301 auf den Hauptstrecken Javas hochkarätige Schnellzüge. In den Jahren 1984 und 1998 erhielten einige der Maschinen neue Motoren.
Mit der umfassenden Einführung dieselelektrischer Lokomotiven ab den 1980er Jahren wanderten die BB301 zunehmend auf Nebenstrecken und zum Nahverkehr ab. Zwei BB301 wurden für den Schweröl- und Palmölverkehr nach Nordsumatra umgesetzt.

## Verbleib
Aufgrund des Mangels an Ersatzteilen waren im Jahr 2010 nur noch 14 Maschinen der Baureihe einsatztauglich. Deren Zahl sank in der Folgezeit weiter. Erhalten blieb die BB301 26 unter der geänderten Betriebsnummer BB301 65 08, die im Indonesian Railway Polytechnic Campus in Madiun als Denkmal aufgestellt wurde.

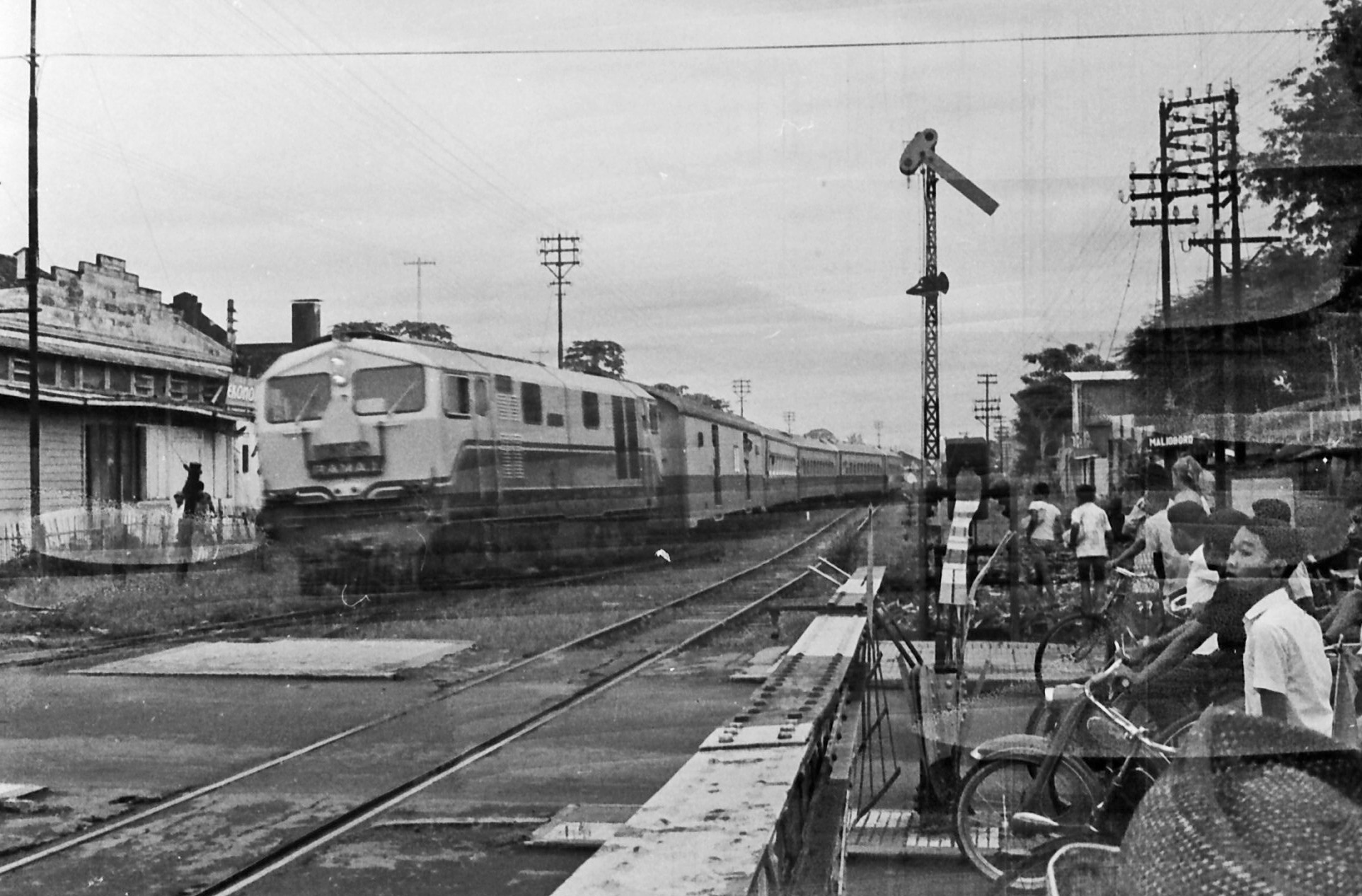
BB301 der letzten Lieferung (1971)
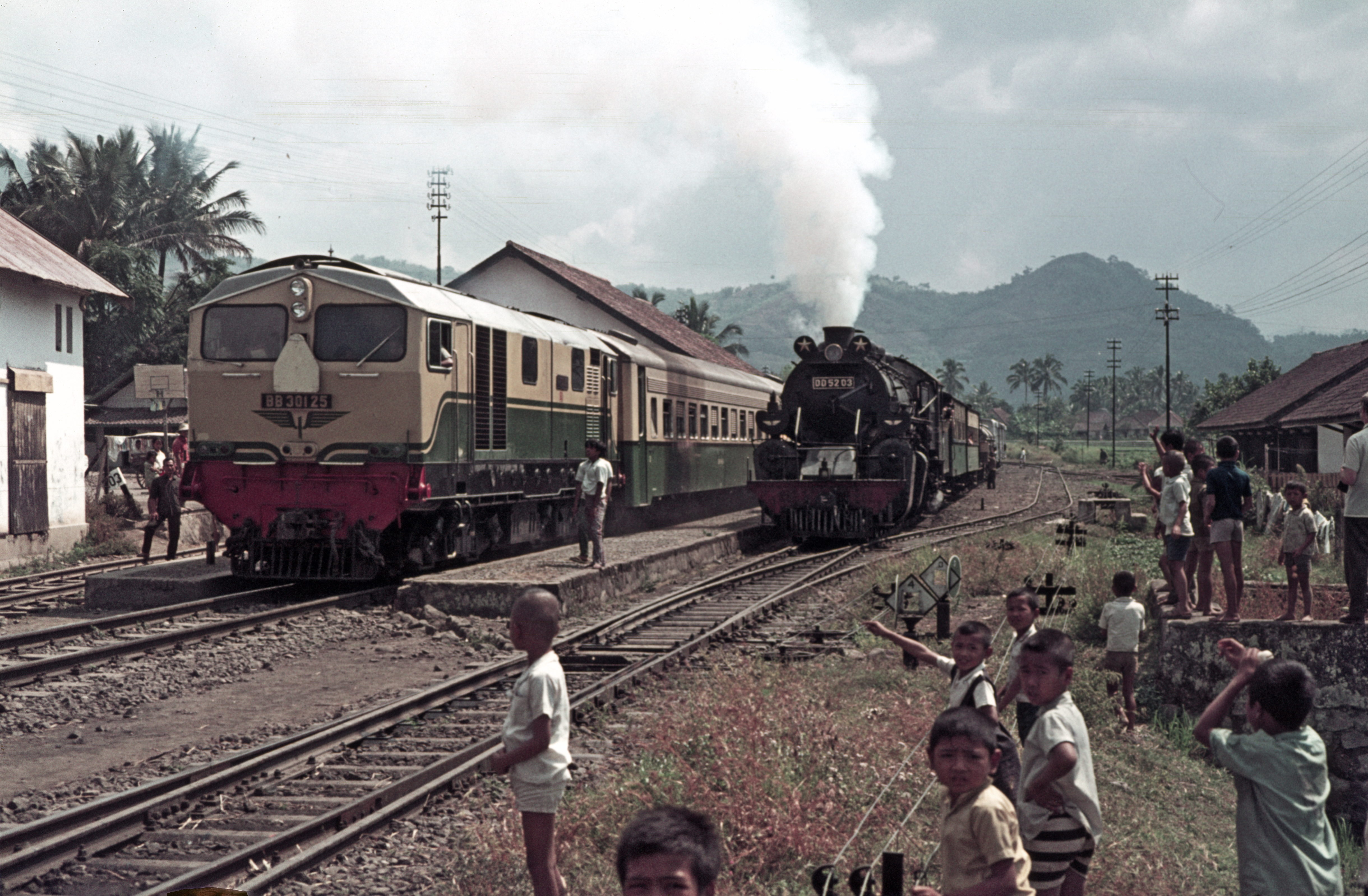
BB301 25 in Leles (1972)
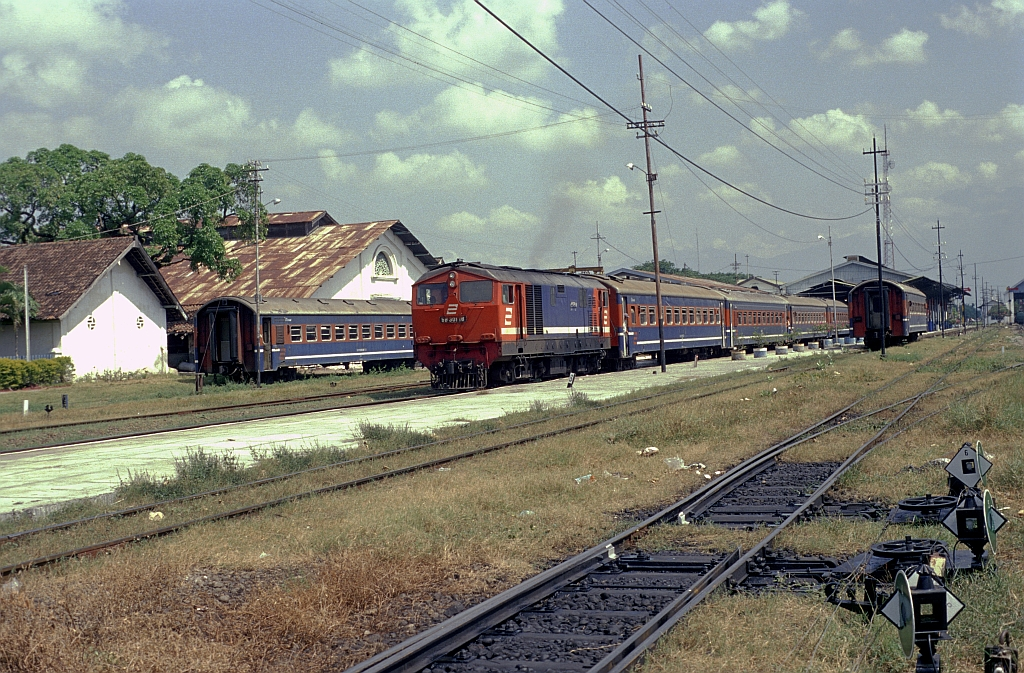
BB301 18 in Madiun (2003)
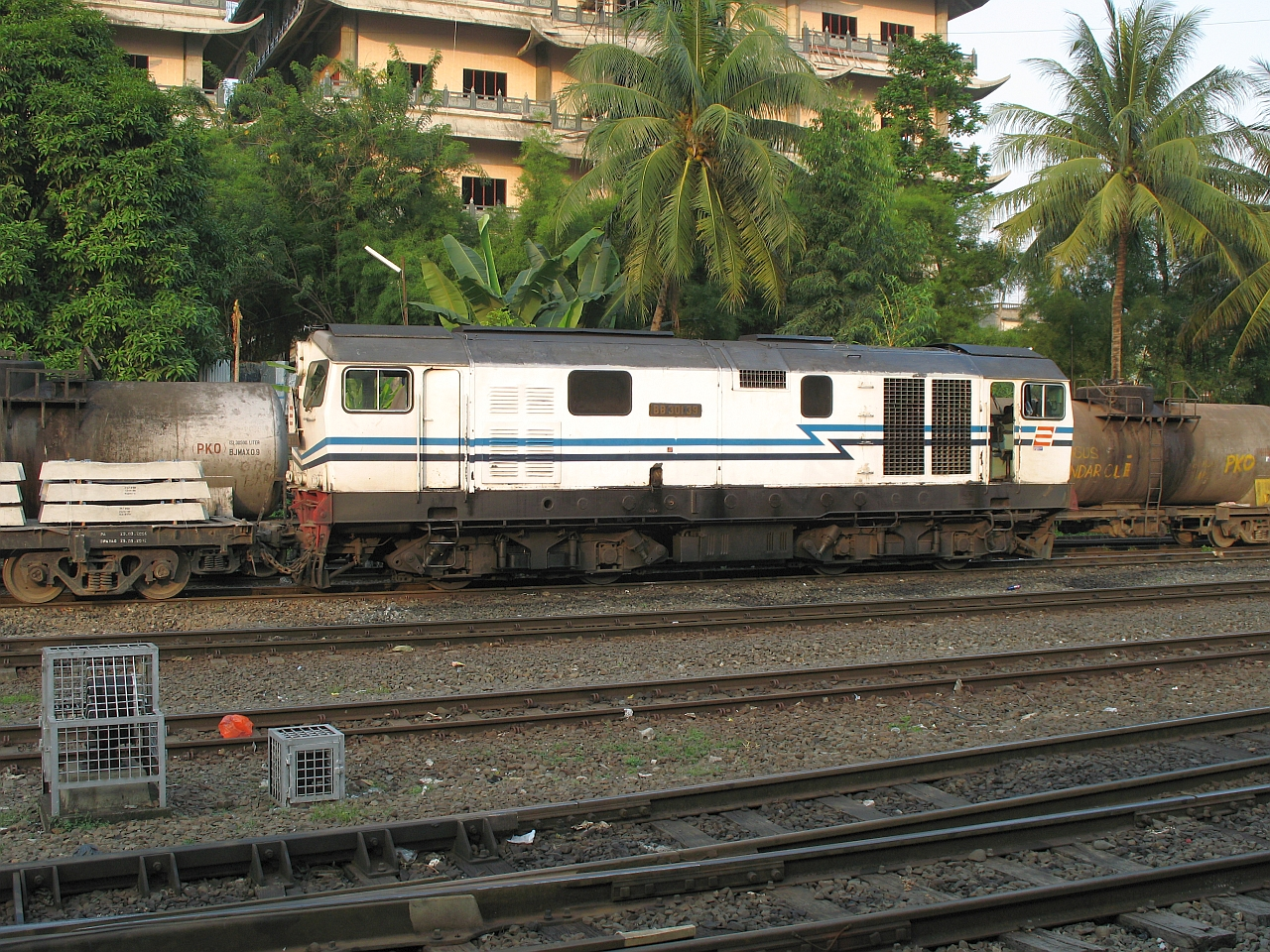
BB301 39 in Medan / Nordsumatra (2008)
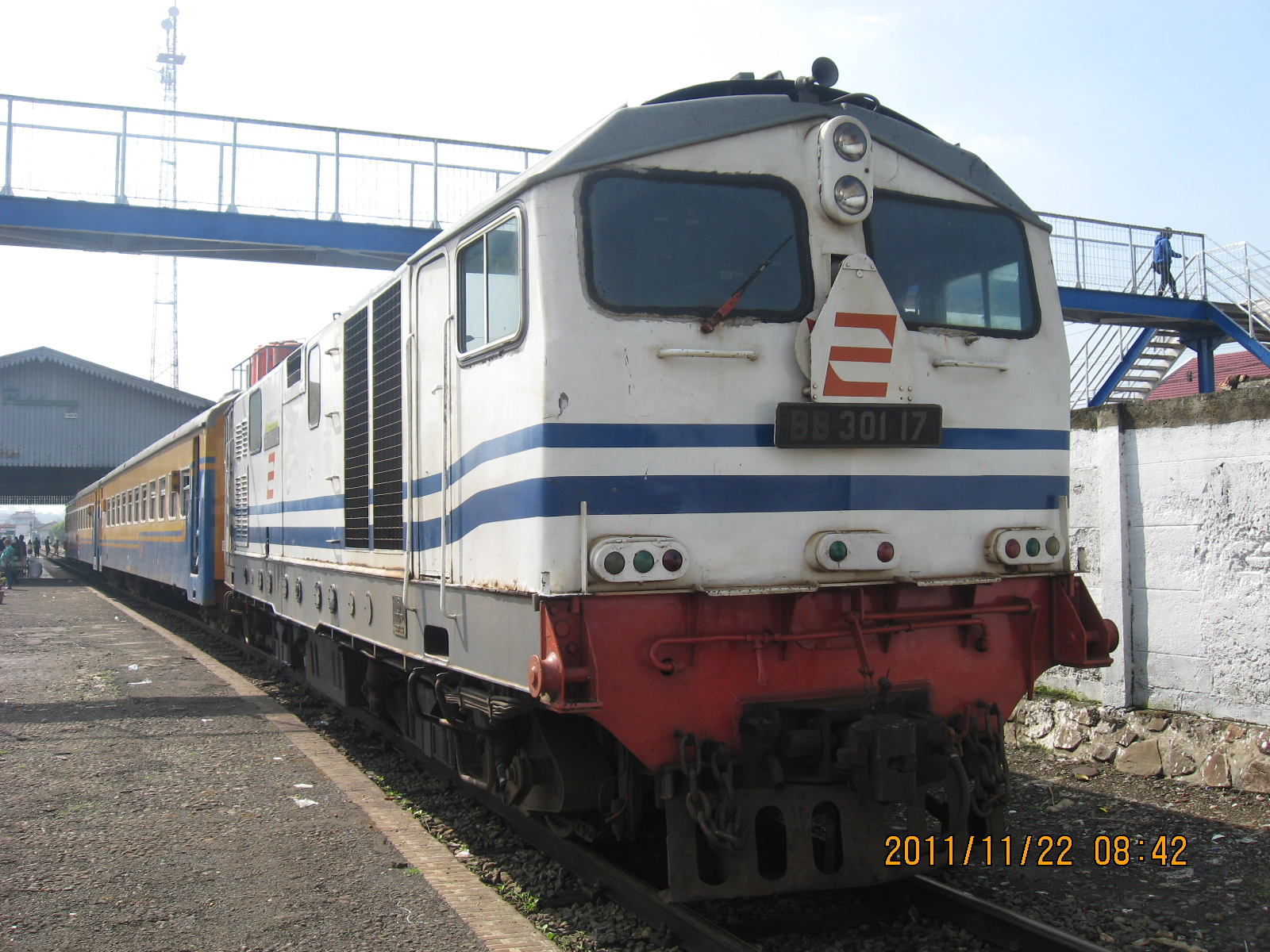
BB 301 17 in Padalarang (2011)

## Nachfolgebaureihe

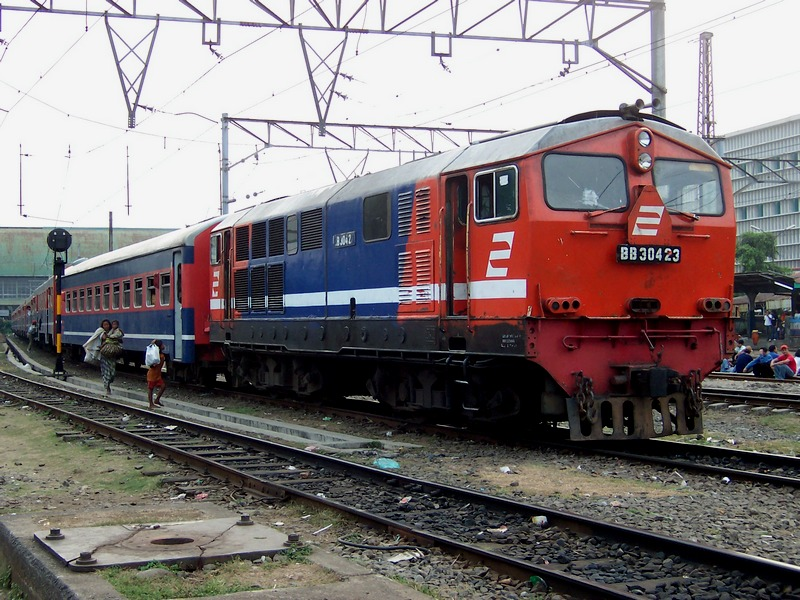
BB 304 23 (2004)

Im Jahr 1976 lieferte Krupp elf Lokomotiven der Baureihe BB304 an die Perusahaan Jawatan Kereta Api (PJKA) aus. Bewährte Bauteile wie Hauptrahmen, Aufbauten und Laufwerk wurden von der BB301 übernommen, Motor, Getriebe und Steuerung durch modernere Entwicklungen ersetzt. Die Führerstände wurden weiträumiger gestaltet. 1984 folgten weitere 14 Maschinen.

## Verwandte Lokomotiven

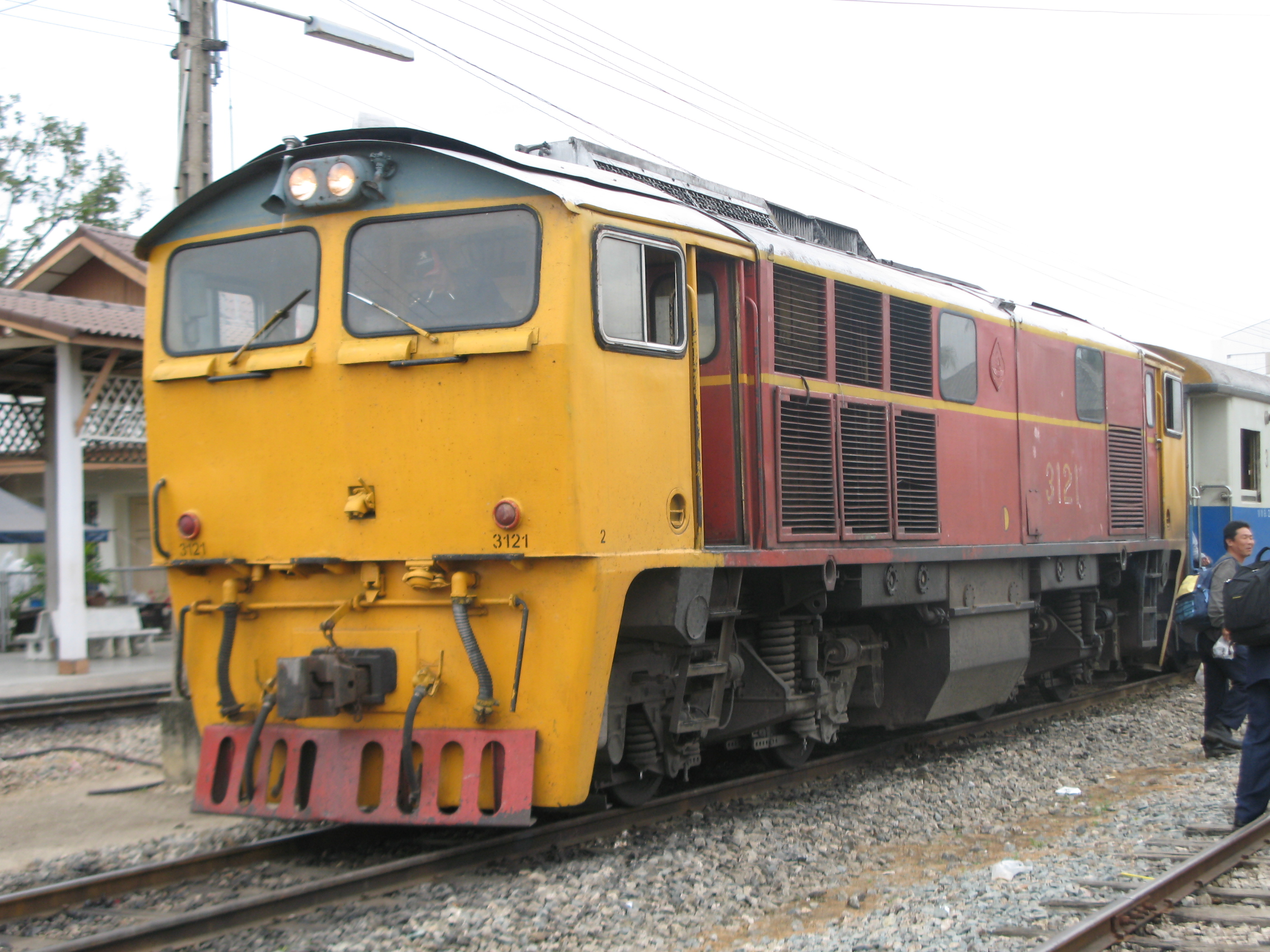
Thailändische 3121 der SRT (2009)

Die State Railway of Thailand (SRT) erhielt ab 1969 30 Lokomotiven der Bauart M1500BB, die sie als Baureihe 3100 bezeichnete.